# Macaranga caudatifolia
Macaranga caudatifolia är en törelväxtart som beskrevs av Adolph Daniel Edward Elmer. Macaranga caudatifolia ingår i släktet Macaranga och familjen törelväxter. IUCN kategoriserar arten globalt som sårbar.
Artens utbredningsområde är Filippinerna. Inga underarter finns listade i Catalogue of Life.